# Zanclopteryx punctiferata
Zanclopteryx punctiferata là một loài bướm đêm trong họ Geometridae.